# Далекомір

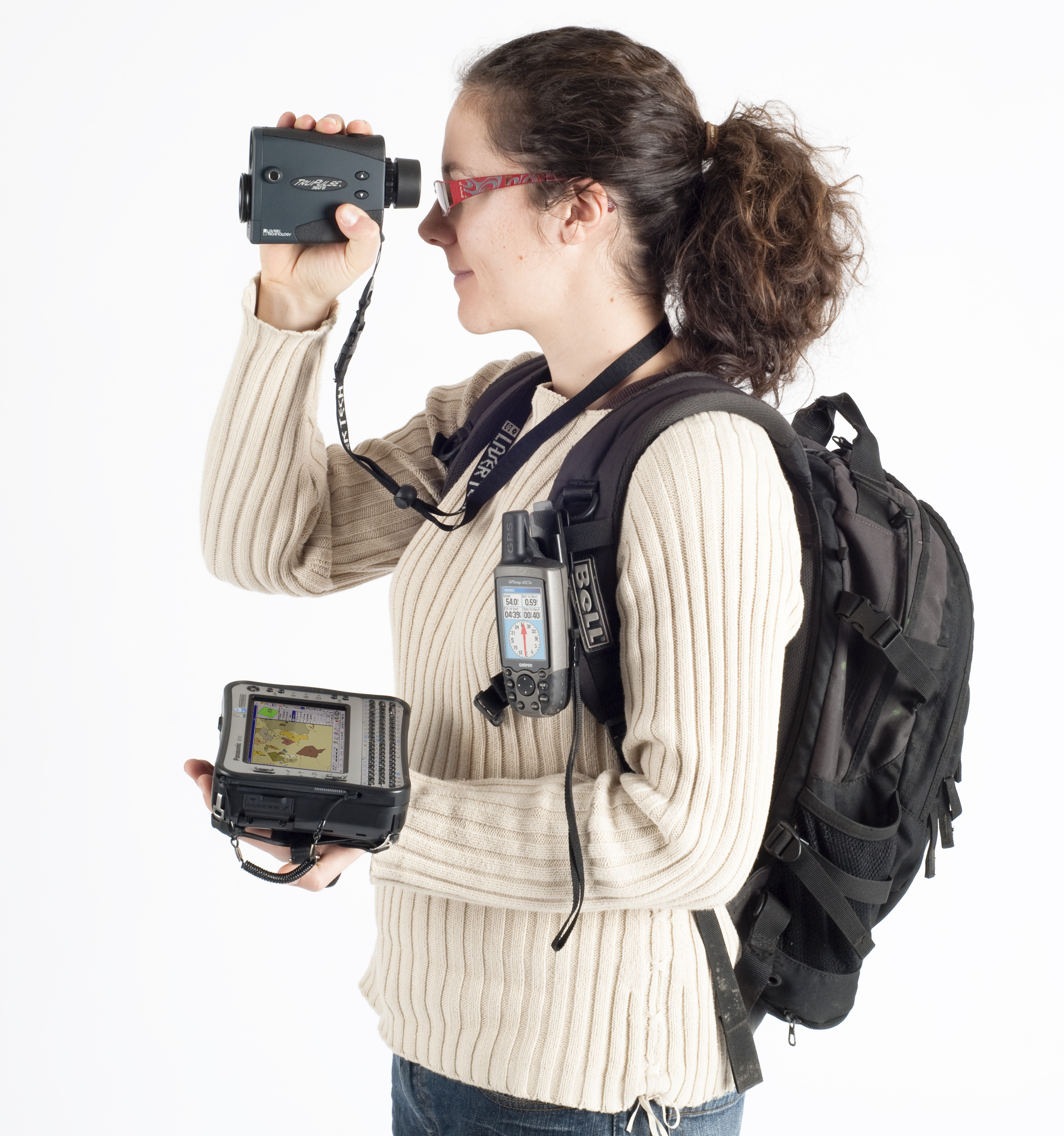

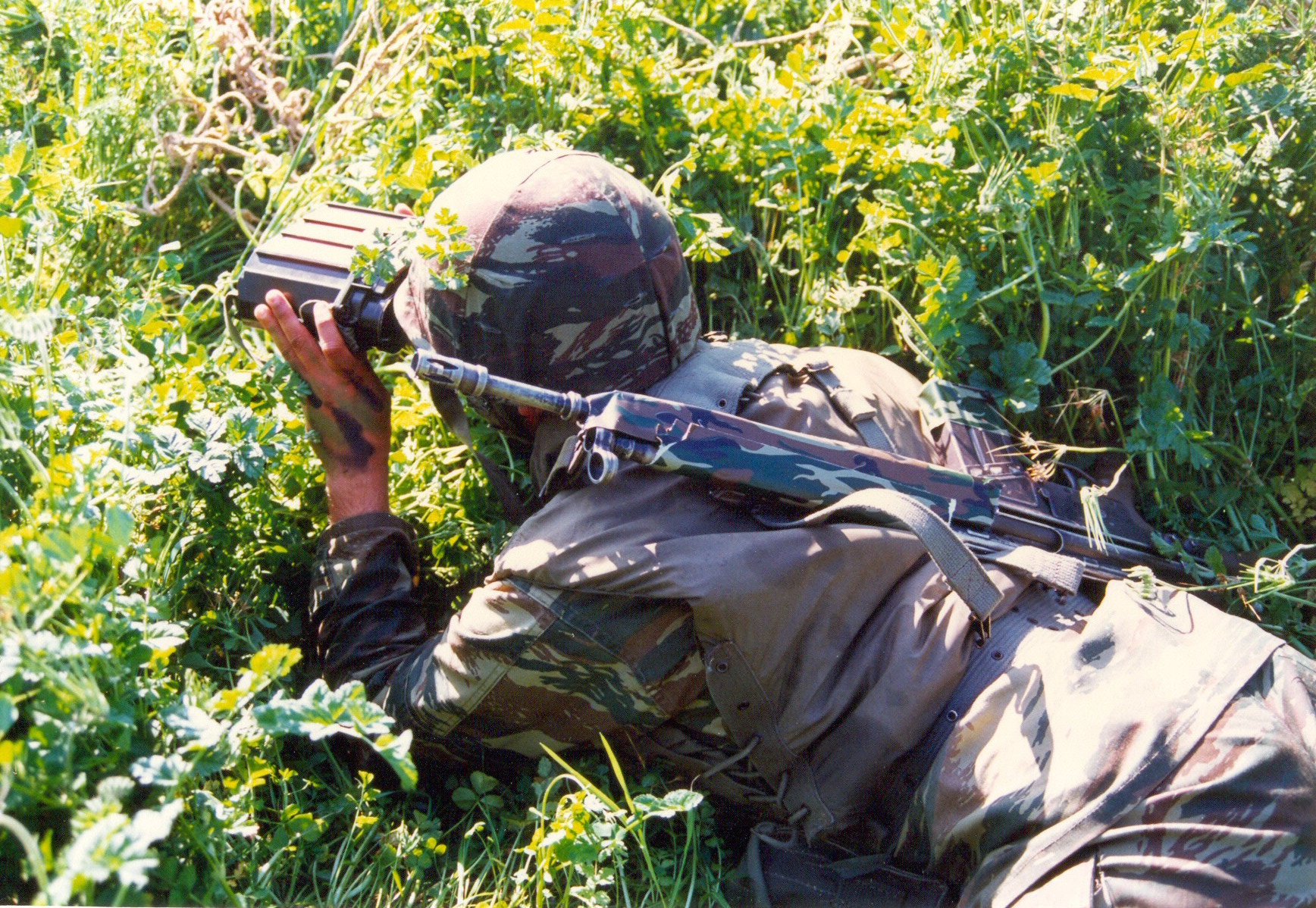
Боєць збройних сил Греції з лазерним далекоміром

Далекомі́р або віддалемір (англ. Rangefinder; telemeter; нім. Entfernungsmesser m; streckenmeßgerät n, telemeter n) — прилад для вимірювання відстаней від місця вимірювання до об'єкта, або між об'єктами.
Далекоміри використовують у геодезії, навігації, астрономії, як військове спорядження тощо.

## Види
За принципом дії далекоміри поділяються на дві основні групи: 
- пасивного (оптичні) типу
- активного типу.

### Оптичні далекоміри

Відстань h до об'єкта C може бути визначена з відомих значень довжини бази l і кутів A і B

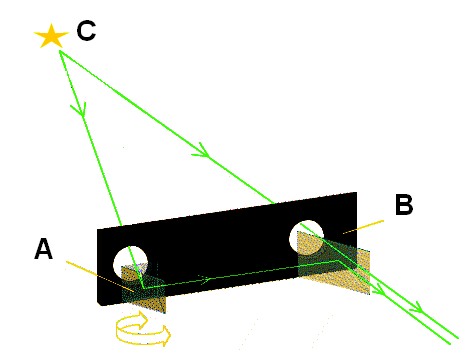
Будова і принцип роботи оптичного далекоміра

Принцип дії оптичних далекомірів засновується на вимірюванні оптичного паралакса. Таким чином, задача визначення відстаней такими далекомірами зводиться до розв'язання задачі про рівнобедрений трикутник, у якому відомі основа (база) та протилежний (т. зв. паралактичний) кут. Розрізнюють оптичні далекоміри візуальні, світлопроєкційні і проєкційно-візуальні, у них паралактичний кут знаходиться відповідно між візирними лініями, осями світлових пучків і між візирною лінією і віссю світлового пучка. База може бути розташована на протилежному від приладу кінці вимірюваної відстані (далекоміри з рейками) або в самому приладі (безрейкові і внутрішньобазові далекоміри). Найрозповсюдженішими оптичними візуальними далекомірами є: ниткові, монокулярні подвійного зображення з рейками і внутрішньобазові, зі змінним і постійним паралактичним кутом, утвореним оптичним компенсатором; стереоскопічні, засновані на використанні стереоскопічного ефекту, що виникає при розгляданні предметів двома очима.

### Далекоміри активного типу
Принцип дії далекомірів активного типу полягає у вимірюванні часу, який витрачає посланий далекоміром сигнал для проходження відстані до об'єкта і назад (у порівняльній оцінці сигналів, які передаються до об'єкта і ехо-сигналів). Швидкість поширення сигналу (швидкість світла або звуку) вважається відомою. За цим принципом працюють акустичні далекоміри, радіодальноміри, електрооптичні і лазерні (квантові) далекоміри, gps-далекоміри.

## Телеметр

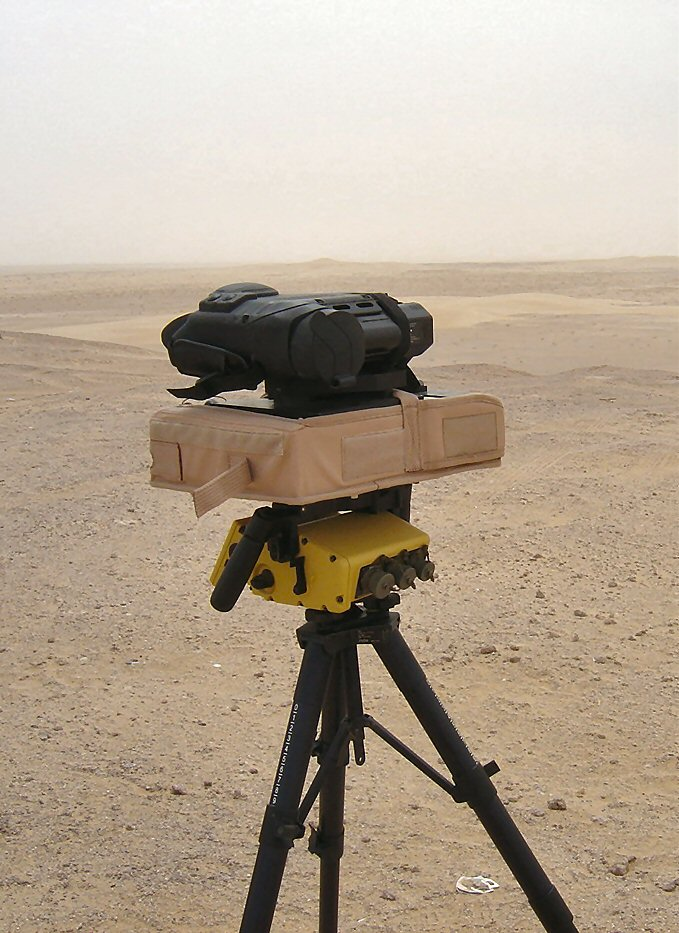
Лазерний телеметр DHY 307 французької компанії CILAS.

Телеметр (англ. telemetre, нім. Telemeter n) — маркшейдерський оптико-механічний прилад для тахеометричної зйомки недосяжних точок на відкритих та в підземних гірничих виробках.